# Palpomyia fulvithorax
Palpomyia fulvithorax är en tvåvingeart som först beskrevs av Malloch 1915.  Palpomyia fulvithorax ingår i släktet Palpomyia och familjen svidknott. Inga underarter finns listade i Catalogue of Life.